# Sopubia gracilis
Sopubia gracilis är en snyltrotsväxtart som beskrevs av H.-p. Hofmann och Fischer. Sopubia gracilis ingår i släktet Sopubia och familjen snyltrotsväxter. Inga underarter finns listade i Catalogue of Life.